# مات أودونيل
مات أودونيل هو لاعب كرة القدم الكندية كندي، ولد في 26 مارس 1989 في كوموكس في كندا.